# 小嶋秀夫
小嶋 秀夫（こじま ひでお、1937年2月16日 - 2019年4月1日）は、日本の教育心理学者。専攻は、発達心理学・家族関係研究。学位は、教育学博士（1968年）。名古屋大学名誉教授。

## 来歴
京都府出身。1959年京都大学教育学部卒、1964年同大学院教育学研究科博士課程満期退学。1968年「親子関係把握の方法論的研究」で教育学博士の学位を取得。金沢大学教育学部助教授、1974年名古屋大学教育学部助教授、教授、2000年定年退官、名誉教授、京都学園大学人間文化学部教授。2007年退任。
2015年11月瑞宝中綬章受章。

## 著書
- 教育学大全集 10 家庭と教育 第一法規出版 1982年1月
- 子育ての伝統を訪ねて 新曜社 1989年10月
- 児童心理学への招待 学童期の発達と生活 サイエンス社 1991年3月 (新心理学ライブラリ)
- 心の育ちと文化 有斐閣 2001年10月

## 共編著
- テレビと授業の効果 金沢調査の報告 水越敏行,富安芳和共著 明治図書出版 1972年
- 概説心理学 津留宏共編 1976年 (有斐閣選書)
- シリーズ現代心理学 3 幼児・児童の心理 久世敏雄共編 福村出版 1976年
- 心理学 7 家族心理 古畑和孝共編 1979年11月 (有斐閣双書)
- 小学生の心理 松田惺共編 1981年8月 (有斐閣選書)
- 心理学への招待 北尾倫彦共編 1986年2月 (有斐閣ブックス)
- 乳幼児の社会的世界 1989年10月 (有斐閣選書)
- 子どもの発達を探る 速水敏彦共編 福村出版 1990年3月
- 新・児童心理学講座 第14巻 発達と社会・文化・歴史 金子書房 1991年12月
- 発達と学習 協同出版 1993年4月 (新・教職教養シリーズ 第6巻)
- 発達心理学 三宅和夫共編著 放送大学 1998年3月
- 人間発達と心理学 速水敏彦,本城秀次共編 金子書房 2000年3月
- 生涯発達心理学 やまだようこ共編著 放送大学 2002年3月
- 児童心理学への招待 学童期の発達と生活 森下正康共著 改訂版 サイエンス社 2004年10月 (新心理学ライブラリ)